# Börek

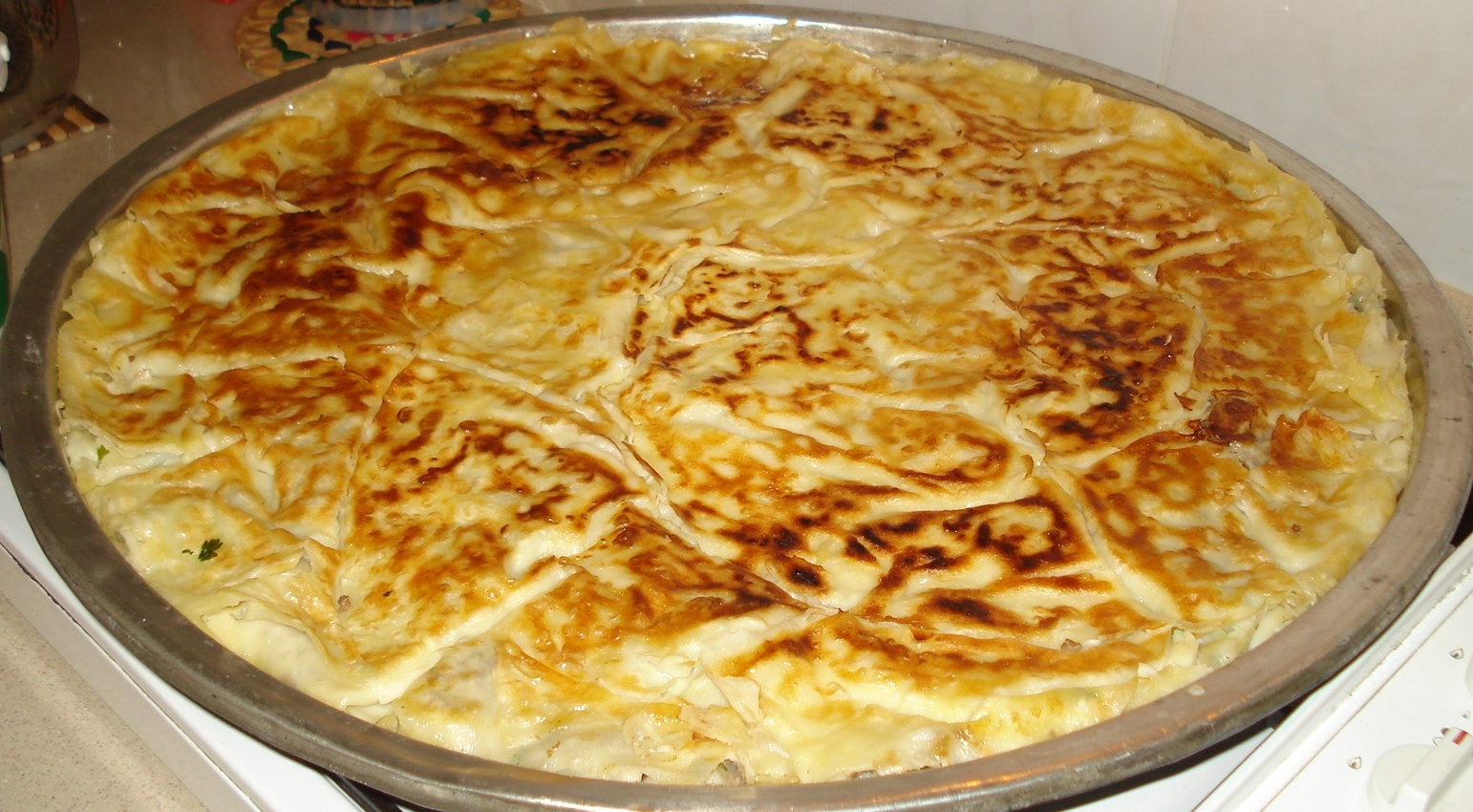
"Su böreği" de Turquía.

La börek (idioma turc) és una espècie d'empanada o pastís que està present en la tradició culinària dels països que van formar part de l'Imperi Otomà. S'elabora amb una massa especial anomenada yufka (la massa fil·lo) i es farceixen generalment amb çökelek' (un tipus de formatge blanc turc) o beyaz peynir ("formatge blanc" en turc, feta en grec), carn picada o verdures i hortalisses, com els espinacs.

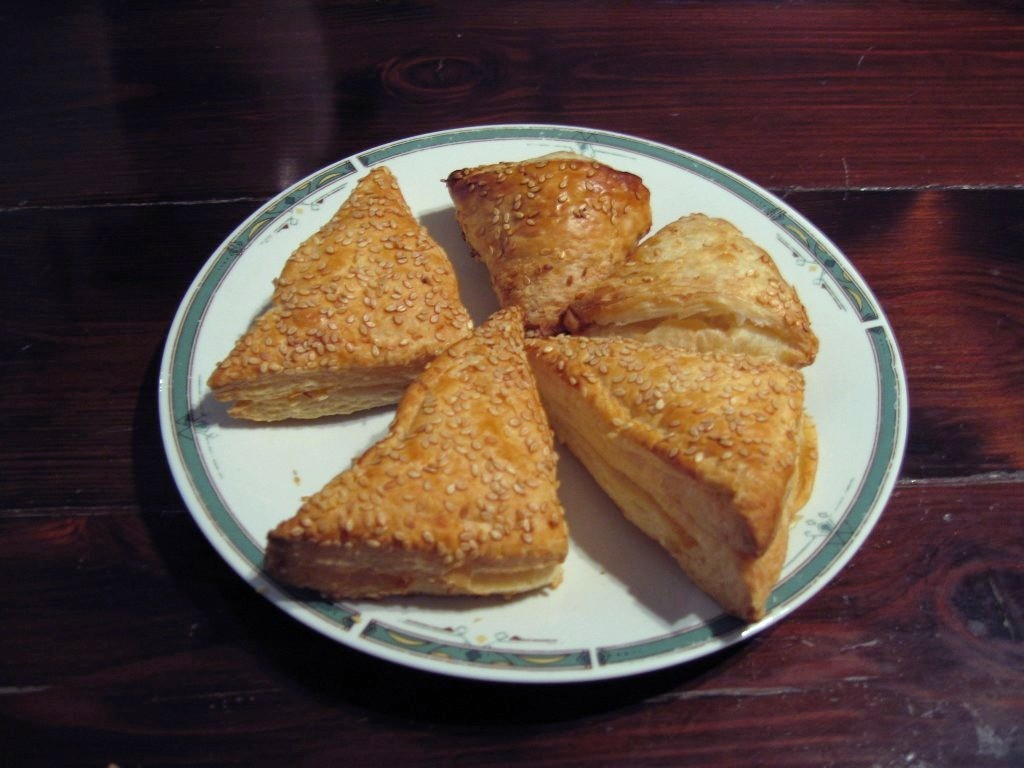
Tres burekes israelines farcides de creïlla i formatge.

## Etimologia
El börek probablement es va originar en la cuina turca i otomana (cf. baklava). "Börek" és una paraula turca per a aquest plat en capes, i s'aplica a una sèrie de varietats similars. En l'idioma turc la paraula 'börek' té una àmplia semàntica. En els altres idiomes s'ha adoptat la paraula i s'ha convertit en un terme més específic.
El nom prové de l'arrel turca bur- 'retorçar' com en serbi, on la paraula savijača (de savijati) i gibanica (procedent de gibati) també descriu un plat amb capes similar, i té les mateixes arrels en el significat de 'retorçat', o potser del persa būrek. Segons l'etimòleg turc Sevan Nişanyan, la paraula persa molt possiblement ha estat derivada de l'idioma turc.

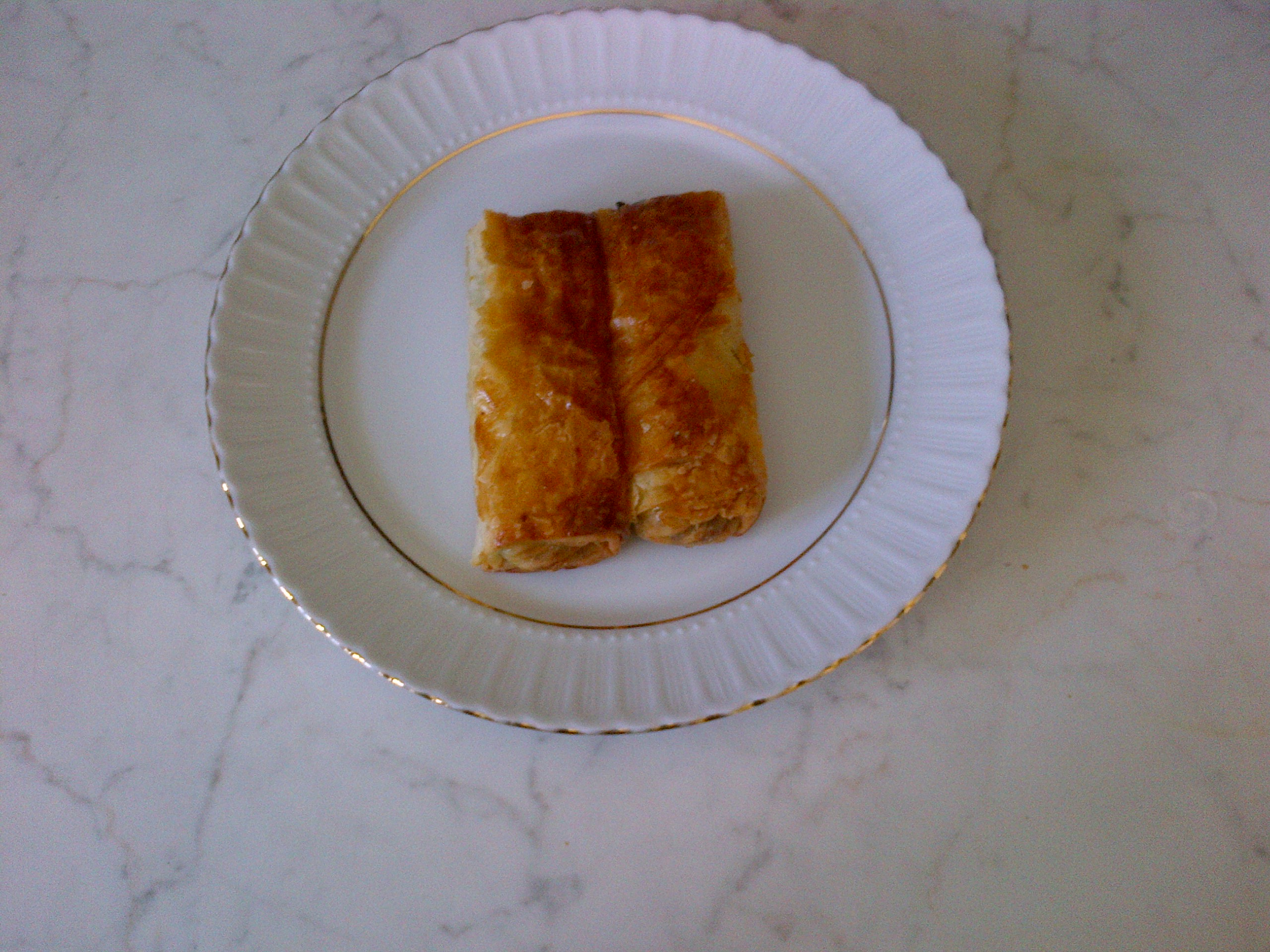
"Kol böreği", amb espinacs, una de les moltes varietats de börek que existeixen en la cuina turca.

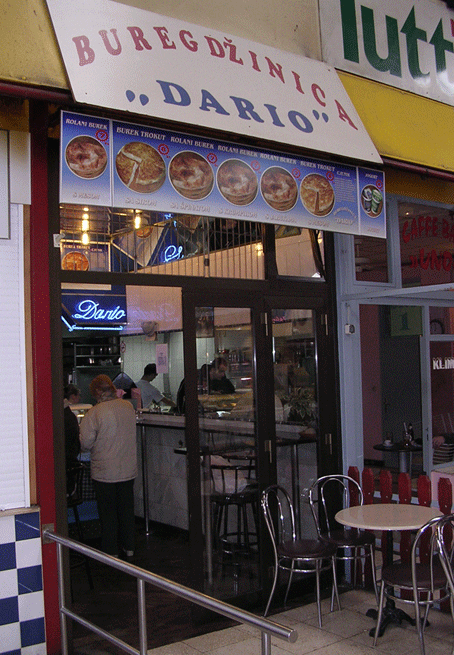
Buregdžinica a Zagreb.

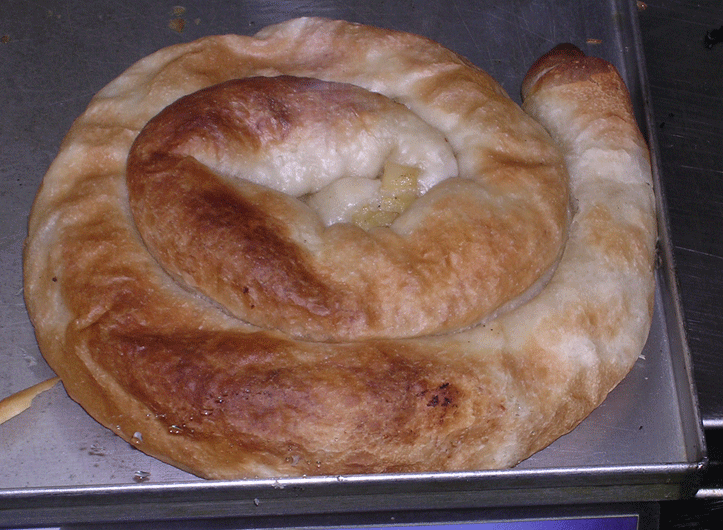
Típic burek bosnià (enrotllat).